# Traité de Sumatra
 Voir le traité sur Wikisource
Le traité de Sumatra signé le 2 novembre 1871 entre le Royaume-Uni et le Royaume des Pays-Bas est l'aboutissement des différents traités anglo-néerlandais proposés entre 1870 et 1871. Il permet de légiférer les différends coloniaux entre les deux pays et s'adjoint de deux traités mineurs sur le recrutement et la cession de la Côte-de-l'Or néerlandaise. 

## Histoire
En 1868, deux traités sont en cours d'élaboration afin de régler les affaires coloniales entre les Pays-Bas et le Royaume-Uni. Le premier concerne le contrôle néerlandais sur l'île de Sumatra. Depuis 1858, les Néerlandais soumettent le sultanat de Siak Sri Indrapura à leur autorité, ce qui suscite des protestations de la part des Britanniques. Dans le même temps, les Britanniques sont consternés par les droits de douane que leurs citoyens doivent payer pour faire des affaires sur place. Il devient clair, pour les deux parties, que le premier traité de Sumatra de 1824 doit être révisé. En échange de la reconnaissance du contrôle total sur Siak, les Néerlandais accordent aux Britanniques des droits commerciaux égaux à Siak. Le second traité réglemente le recrutement de travailleurs contractuels de l'Inde britannique pour la colonie néerlandaise du Suriname.
À la même période, Engelbertus De Waal, le nouveau ministre néerlandais libéral des Affaires coloniales, souhaite céder la coûteuse Côte-de-l'Or néerlandaise au Royaume-Uni et rédige un rapport à cet effet en 1869. En raison de l'avis négatif du Conseil d'État néerlandais sur le rapport, la question est reportée à un ordre du jour ultérieur. Entre-temps, le ministre De Waal entame des négociations avec les Britanniques au sujet de la cession de la Côte de l'Or, ce qui amène le Royaume-Uni à présenter une proposition officielle en 1870. Le 21 juin 1870, le Conseil d'État répond positivement à cette proposition, à condition que cette cession s'accompagne d'une reconnaissance du contrôle et de l'influence des Pays-Bas dans les Indes orientales.
À cet effet, les Néerlandais demande une application plus large du traité de recrutement pour les travailleurs sous contrat, ainsi qu'une clause supplémentaire dans le traité de Siak établissant le sultanat d'Aceh comme faisant partie de la zone d'influence néerlandaise. Les Britanniques rejettent ces demandes et, comme les Pays-Bas ont eux-mêmes provoqué la demande britannique de cession de la Côte de l'Or, le gouvernement néerlandais ne peut rien faire d'autre que de signer les traités de recrutement et de Siak le 8 septembre 1870.
Parallèlement à ces signatures, les Britanniques posent des conditions supplémentaires à la cession de la Côte de l'Or et demandent que les traités de Siak et sur le recrutement soient ratifiés simultanément, de sorte que le recrutement ne puisse se faire que si les Britanniques obtiennent les mêmes droits à Siak. Pour des raisons de prestige personnel, le ministre De Waal demande que le traité de la Côte de l'Or soit également ratifié à ce moment, rendant les trois traités dépendants les uns des autres. Le traité sur la cession de la Côte de l'Or est signé le 25 février 1871.
Toutefois, la Chambre des États généraux néerlandaise rejette finalement le traité de Siak par 38 voix contre 36, tandis que le traité de la Côte de l'Or est adopté par 34 voix contre 30. Mais au lieu de rendre caduc les trois traités par non respect des clauses, les Britanniques acceptent de renégocier les termes du traité de Siak. Conformément aux demandes néerlandaises, le nouveau traité, désormais appelé traité de Sumatra, établit la pleine influence néerlandaise sur le sultanat d'Aceh. Le nouveau traité est signé à La Haye le 2 novembre 1871, en même temps qu'un protocole additionnel au traité de la Côte de l'Or qui permet aux Pays-Bas de recruter à nouveau des soldats pour l'armée des Indes néerlandaises sur la Côte de l'Or,. 
Le Sénat néerlandais adopte les trois traités les 17 et 18 janvier 1872, ouvrant la voie à une ratification complète par les Pays-Bas le 17 février 1872. Le 6 avril 1872, la Côte-de-l'Or néerlandaise est officiellement cédée au Royaume-Uni.

## Contenu
Le contenu du traité de Sumatra prévoit : 
- Article I : Le Royaume-Uni ne voit plus d'objection à l'extension de la domination hollandaise dans l'île de Sumatra et renonce aux réserves énoncées dans le traité de Londres de 1824.
- Article II : Le Royaume des Pays-Bas déclare que le commerce et la navigation britanniques dans le royaume de Siak Sri Indrapura pourront se poursuivre, ainsi que dans tout autre état indigène à Sumatra qui pourrait devenir dépendant de la couronne des Pays-Bas.

### Lectures complémentaires
- (en) Alfian Ibrahim, « Aceh and the Perang Sabil », Indonesian Heritage : Early Modern History, Singapour, Didier Millet, vol. 3,‎ 2001, p. 132-133
- (en) M.C. Ricklefs, A History of Modern Indonesia Since c. 1300, Hampshire, MacMillan Press, 1993 (ISBN 978-0-8047-2195-0), p. 143-146